# Operation Boris
Operation Boris var en brittisk plan för militärt ingripande i Zanzibar efter 1964 års revolution. Dess mål var att förebygga att landets styrande revolutionära råd övertogs av Ummapartiet, en radikal vänstergrupp som hade stöd av John Okello som ledde den nya administrationens militära styrkor. Det revolutionära rådet leddes av Abeid Karumes Afro-Shirazi Party som var något vänsterorienterade. Den revolutionära kraftens huvudbas var på Unguja, den södra delen av Zanzibars öar, medan Pemba, norr om Unguja, påverkades mindre. Boris ersatte den tidigare operationen Parthenon som skulle ha använt fartyg från Royal Navy att agera som startpunkten för en attack.
Operation Boris planerades när det runt den 20 februari blev känt att kommunisttrupper kunde ha tränat Zanzibars revolutionärer. I ljuset av detta bestämde det brittiska försvarsrådet att en ny blandning av trupper skulle ingå i attacken. Boris skulle ha använt brittiska flygplatser i Kenya för att starta ett fallskärmsanfall på Unguja för att säkra flygplatsen. När Unguja hade tagits skulle proceduren återupprepas på Pemba. Boris framgång var i vågspel då planerarna förnimmade att en ensidig intervention av britter mot Zanzibar skulle orsaka en "stark motsatt reaktion" i Kenya. Storbritannien hade informerat Kenya, Uganda och Tanganyika att om de efterfrågade brittiskt ingripande i Zanzibar skulle de vara tillmötesgående men inga sådana efterfrågningar mottogs. Därutöver hade den kenyanska regeringen klargjort att dess godkännande för de brittiska trupperna att röra sig fritt i Kenya inte utökades till ingripande i Zanzibar. I vilket fall som helst kunde de brittiska truppernas säkerhet i Kenya garanteras om det fanns lokala motståndare till ingripandet och zanzibariska trupper skulle förmodligen informeras om en attack av sympatiska kenyaner. Med detta i åtanke ersatte försvarsrådet Boris den 9 april med Operation Finery, en amfibisk helikopterattack.